# Poppe Folkerts

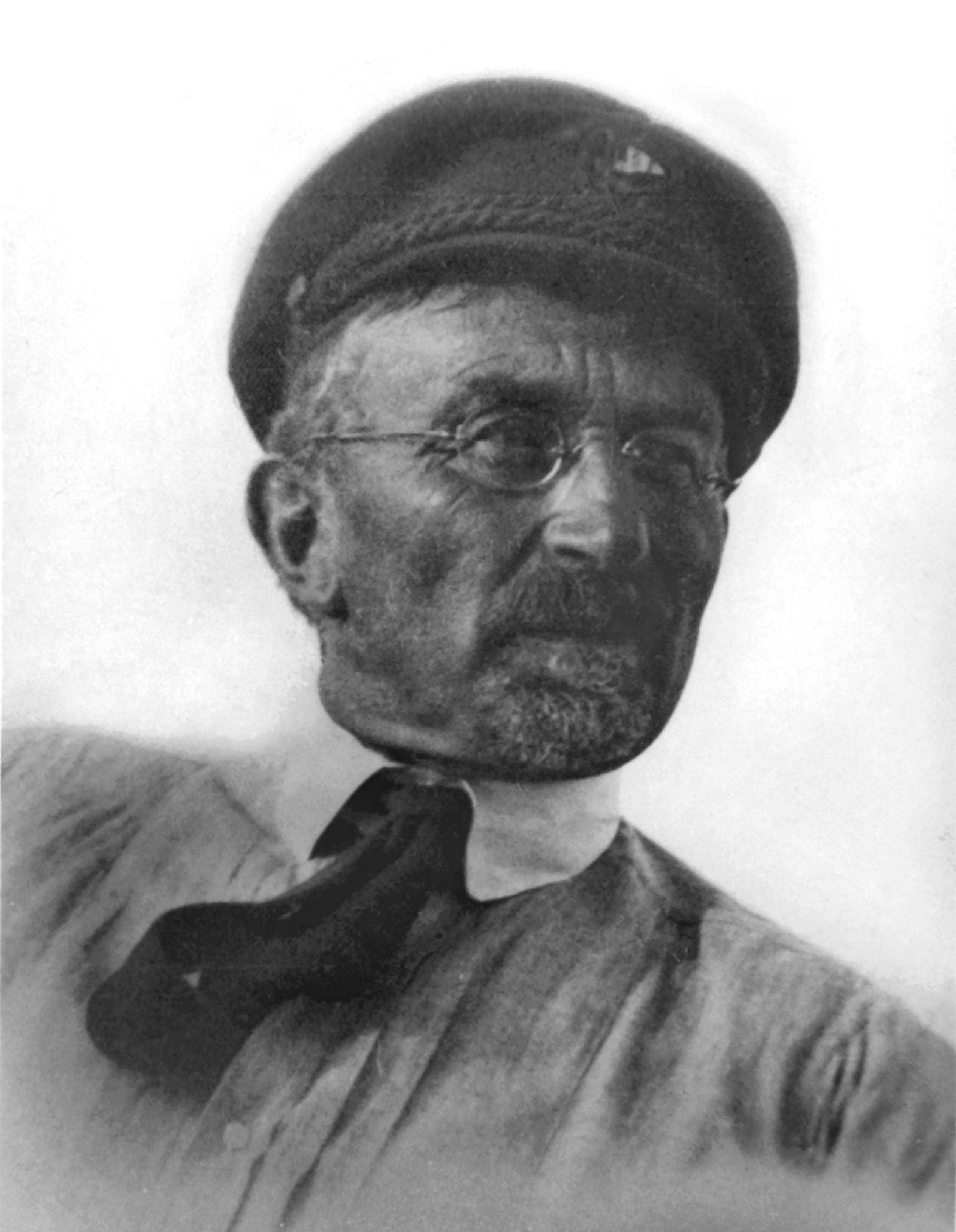
Poppe Folkerts in 1930

Poppe Folkerts (Norderney, 9 april 1875 – aldaar, 31 december 1949) was een Duits marine-schilder, tekenaar en graficus.
Poppe is een zoon van Folkert Janssen Folkerts en Johanna Reemtdina Meyer en is op het Oost-Friese eiland Norderney geboren.
Toen zijn ouders stierven, begon hij op 14-jarige leeftijd enige jaren te werken bij een schilders- en glaszettersbedrijf, daarna ging hij in 1894 als dekknecht de Rijn op, op een reis die hem naar Keulen en Frankfurt en vervolgens naar Hamburg en Berlijn heeft geleid, waar hij bij de grote kunstzalen zijn interesse en enthousiasme voor de kunst van het schilderen ontdekte.
Folkerts werd in 1896 geïntroduceerd door Carl Saltzmann bij de Berlijnse Academie van Beeldende Kunsten en werd op zijn aanbeveling in de privé-studio van Hermann Eschke opgenomen in Berlijn. Hij kreeg een studiebeurs voor de Pruisische Academie van Beeldende Kunsten en was tot 1900 student van Carl Saltzmann, van 1902-1903 bij Friedrich Kallmorgen en ten slotte in 1903 student van Ludwig Dettmann in Königsberg. Door de aanbevelingen van zijn leraren en vooral van Anton von Werner, de directeur de Koninklijke Universiteit van Schone Kunsten werd hij in de jaren 1900 tot 1903 in staat gesteld studiereizen maken op marineschepen, waarmee hij op de Noordzee, de Oostzee, de Europese Atlantische kust en de Middellandse Zee naar Constantinopel en naar Jeruzalem reisde. Tussendoor woonde hij enkele maanden in Italië op Capri.
In 1906 verhuisde hij naar Kiel, werd daar lid van de Kiel Art Association en de Schleswig-Holstein kunstcoöperatie en in hetzelfde jaar lid van de kunstenaarsgroep Schleswig-Holstein, samen met andere schilders als Emil Nolde, Hans Arp en Hans Peter Feddersen exposerende in de Kiel Kunsthalle.
In 1907 en 1908 studeerde hij portretschilderen in Düsseldorf bij Eduard Gebhardt, in 1909 ging hij naar Parijs, waar hij studeerde aan de Academie Julian. Hier bestudeerde hij de grote impressionisten Edouard Manet, Claude Monet, Jean-Baptiste Camille Corot en Millet .
In 1910 ging Poppe Folkerts terug naar zijn huis in Norderney. Daar ontwierp en bouwde hij in 1911 op een toren zijn studio, de zogenaamde schildertoren. Vaak zeilde hij met zijn zeilschip Senta, naar de Waddenzee en de eilanden.
In de Eerste Wereldoorlog diende hij aan het westelijk front in Frankrijk en Vlaanderen, en maakte daar impressies van het soldatenleven, deze tekeningen werden gebruikt als illustraties in de Leipziger Illustrierte Zeitung. Aan het einde van de oorlog is hij met Frida getrouwd. Het echtpaar had vier kinderen.
Poppe Folkerts werkte nu als schilder vanaf Norderney. Hij ruilde werk met andere kunstenaars en zijn vrienden, de dichters Dreesen Arend en Berend de Vries, en maakte in de jaren 1920 en 1930 met zijn familie op zijn zeilboot reizen door Friesland, Holland en België naar Frankrijk, waardoor hij inspiratie opliep voor een groot aantal kunstwerken.
Na de Eerste Wereldoorlog, ontwierp hij zes afbeeldingen voor noodgeld voor de gemeente Norderney. In 1925 initieerde hij de oprichting van de Norderneyer Zweefvliegtuigen Vereniging, waarvan hij de eerste president werd.
Aan het begin van de Tweede Wereldoorlog werd zijn schildertoren door de Duitse strijdkrachten in beslag genomen en om strategische redenen in december 1940 gesloopt, zodat de familie gedwongen werd ergens anders onderdak te vinden. In 1949 keerden zij terug in het zwaar beschadigde gebouw, waarvan alleen de kelder nog bestond. Poppe Folkerts stierf in 1949 op oudejaarsdag in zijn huis op Norderney. Op 4 januari 1950 vond zijn begrafenis op zee plaats.
Folkerts werk omvat ruim 1.000 schilderijen, waaronder ook tempera, aquarellen, tekeningen, litho's en etsen. Het landgoed van Poppe Folkerts, met meer dan 500 werken is zorgvuldig bewaard gebleven. In 2004 werd een stichting opgericht. Het doel van de Poppe-Folkerts Stichting is om zijn volledige werk voor het publiek in stand te houden.
Tot en met 30 mei 2010 is er in het Noordelijk Scheepvaartmuseum in de Brugstraat in Groningen de tentoonstelling In de ban van de Noordzee met werk van Poppe Folkerts te zien.